# Itaipudam
De Itaipudam (Portugees en Guaraní: Itaipu; Spaans Itaipú) is een Braziliaans-Paraguyaanse stuwdam in de rivier de Paraná op de grens van de Braziliaanse staat Paraná en Paraguay. Met de bouw werd in 1971 begonnen en de dam werd in 1982 voltooid. Het complex is sinds 1984 in bedrijf en wordt beheerd door de bi-nationale maatschappij Itaipu Binacional.
De naam "Itaipu" is ontleend aan een eiland in de buurt van de bouwplaats. In het Guaraní betekent Itaipu "het geluid van een steen". De Amerikaanse componist Philip Glass heeft ter ere van de dam een symfonische cantate geschreven onder de titel Itaipu.
De Itaipudam heeft een lengte van 7,7 km en is 196 meter hoog en is de op een na grootste stuwdam ter wereld. Alleen de Drieklovendam in China is groter.
Het stuwmeer dat door aanleg van de stuwdam is ontstaan, heeft een oppervlakte van 1350 km² en is 170 km lang, hetgeen betrekkelijk klein is voor zo'n grote centrale. Dit is mogelijk door het hoge debiet van de rivier en de hoogte van de dam.
De waterkrachtcentrale telt twintig generatoren met een nominale capaciteit van 700 megawatt (MW) per stuk, die totaal 14 GW kunnen leveren. Krachtens een tripartite-overeenkomst tussen Brazilië, Paraguay en Argentinië mogen echter maar 18 generatoren tegelijk worden gebruikt. De twintig buizen waar het water doorheen stroomt, hebben ieder een diameter van tien meter. Door twee buizen stroomt evenveel water als door de gehele Iguaçu-watervallen, die zich in de buurt bevinden.
Om een teveel aan water af te voeren is er een grote overlaat gebouwd. Deze heeft een lengte van 483 meter en er zijn veertien openingen waardoor maximaal 62.000 m³ water per seconde kan worden afgevoerd.
De waterkrachtcentrale produceert bijna 100 miljard kWh per jaar. In 2018 was dit gelijk aan bijna 90% van de totale geconsumeerde elektriciteit in Paraguay en ongeveer 15% van de totale geconsumeerde elektriciteit in Brazilië.
Op 10 november 2009 viel de totale productie korte tijd uit, toen de centrale automatisch werd afgeschakeld na breuk van hoogspanningslijnen in de Braziliaanse deelstaat São Paulo als gevolg van een storm. Een grote stroomstoring in Paraguay en delen van Brazilië was het gevolg.
De American Society of Civil Engineers koos de dam in 1994 als een van de zeven moderne wereldwonderen.
Nabij de Itaipudam ligt het Nationaal park Iguaçu. De dam is via de BR-600 verbonden met Foz do Iguaçu. Verder stroomafwaarts ligt de kleinere Yacyretádam ook in de Paraná.